# Jay Lane
Jay Lane (San Francisco, 1964. december 5. –) amerikai dobos. Az Alphabet Soup és a Ratdog együttes dobosaként vált ismertté.

## Pályafutása
Jay Lane karrierje az Ice Age zenekarban kezdődött: Michael Franti & Spearhead tagja lett.
Ezután csatlakozott a The Uptones zenekarhoz, ahol két évig dolgozott, utána pedig a Freaky Executives dobosa lett. 1988-ban Les Claypool hívására a Primusban játszott, és felvett egy albumot (Riddles Are Abound Tonight). Lane ezután ismét a Freaky Executive-kal szerepelt. Nem sokkal később  megalapította az Alphabet Soup zenekart. három albumot rögzített velük. Ugyanakkor − Charlie Hunter és Dave Ellis társaságában − megalakította a Charlie Hunter Triot. 1993-ban kiadtak egy Charlie Hunter Trio nevű albumot, majd az 1995-ös „Bing, Bing, Bing!” című albumot.
Ekkor a Grateful Dead egykori gitárosával, Bob Weirrel és Rob Wassermannal is játszott. Ebből lett a Ratdog zenekar. Bob Weir felkeltette figyelmét a Ratdogra, így a banda gyakrabban játszhatott és turnézni kezdett. Lane két albumot rögzített a Ratdoggal (Evening Moods, Live at Roseland).
2002-ben a Bay Area Music Magazine Jay Lane-t az Év dobosának választotta a „California Music Awards”-on.
2005-ben Lane Ratdog mellett a Les Claypool's Fancy Banddel is turnézott. 2006-ban megalapította a The Band Of Brotherz hip-hop együttest. Ez a banda Amerika-szerte játszott, és 2009-ben két albumot is rögzített (Deadbeats and Murderous Medlys, Kama Sutra Styl3).
2009 őszén Lane csatlakozott Bob Weir és Phil Lesh újonnan alakult Furthur zenekarához, de 2010 tavaszán otthagyta az együttest, hogy a Primusban játsszon.
Jay Lane San Franciscóban él feleségével és két gyermekével.

## Albumok
- 1984: The Uptones: K.U.S.A.
- 1988: Primus: Sausage (demo)
- 1993: Charlie Hunter Trio: Charlie Hunter Trio
- 1994: Sausage: Riddles Are Abound Tonight
- 1995: Charlie Hunter Trio: Bing, Bing, Bing!
- 1995: Alphabet Soup: Layin' Low in the Cut
- 1996: Alphabet Soup: Strivin'
- 1996: Les Claypool and the Holy Mackerel: Highball with the Devil
- 1997: Christión: Ghetto Cyrano
- 2000: RatDog: Evening Moods
- 2001: RatDog: Live at Roseland
- 2001: Colonel Les Claypool's Fearless Flying Frog Brigade: Live Frogs Set 1
- 2001: Colonel Les Claypool's Fearless Flying Frog Brigade: Live Frogs Set 2
- 2002: The Les Claypool Frog Brigade: Purple Onion
- 2005: Les Claypool: 5 Gallons of Diesel (DVD)
- 2009: Band of Brotherz: Deadbeats and Murderous Melodys
- 2010: Primus: June 2010 Rehearsal (EP)
- 2011: Primus: Green Naugahyde
- 2022: Bobby Weir & Wolf Bros: Live in Colorado
- 2022: Bobby Weir & Wolf Bros: Live in Colorado Vol. 2